# فدریکو کروواری
فدریکو کروواری (انگلیسی: Federico Crovari؛ زادهٔ ۲۰ آوریل ۱۹۷۵) بازیکن فوتبال اهل ایتالیا است.
از باشگاه‌هایی که در آن بازی کرده‌است می‌توان به باشگاه فوتبال پادوا، باشگاه فوتبال مونتسا، باشگاه فوتبال ویچنزا، و باشگاه ورزشی لاتزیو اشاره کرد.